# Super-8

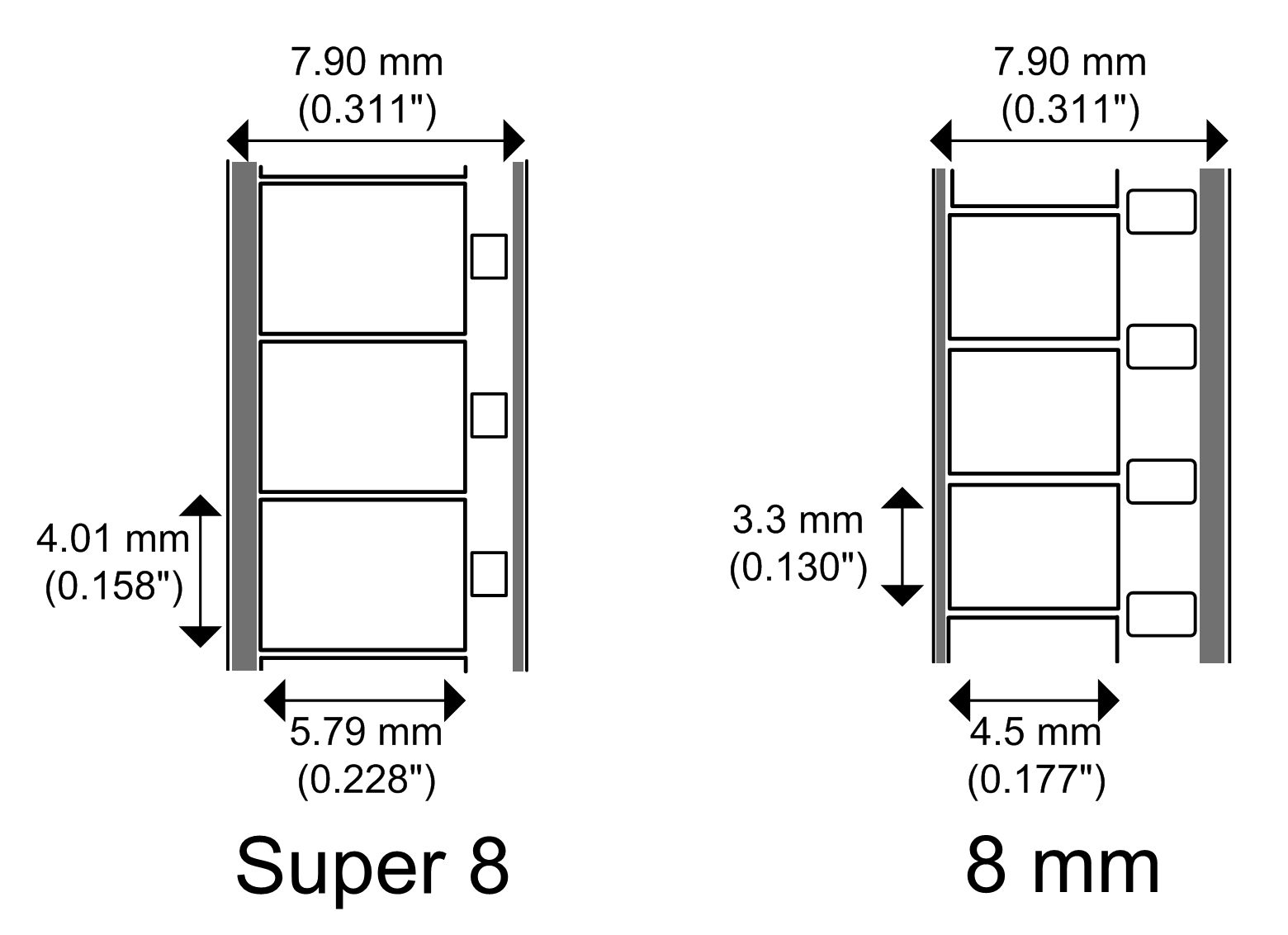
Comparação entre as dimensões do filme Super-8 com o 8 mm tradicional.

Super-8 (ou Super 8 mm) é um formato cinematográfico desenvolvido nos anos 1960 e lançado no mercado em 1965 pela Kodak, como um aperfeiçoamento do antigo formato 8 mm, mantendo a mesma bitola.
O filme tem 8 milímetros de largura, exatamente o mesmo que o antigo padrão 8 mm, e também tem perfurações de apenas um lado, mas as suas perfurações são menores, permitindo um aumento na área de exposição da película, e portanto mais qualidade de imagem. O formato Super-8 ainda reserva uma área, no lado oposto ao das perfurações, onde uma pista magnética permite a gravação sincronizada do som.

## O Sistema Super-8 da Kodak

### Cartucho

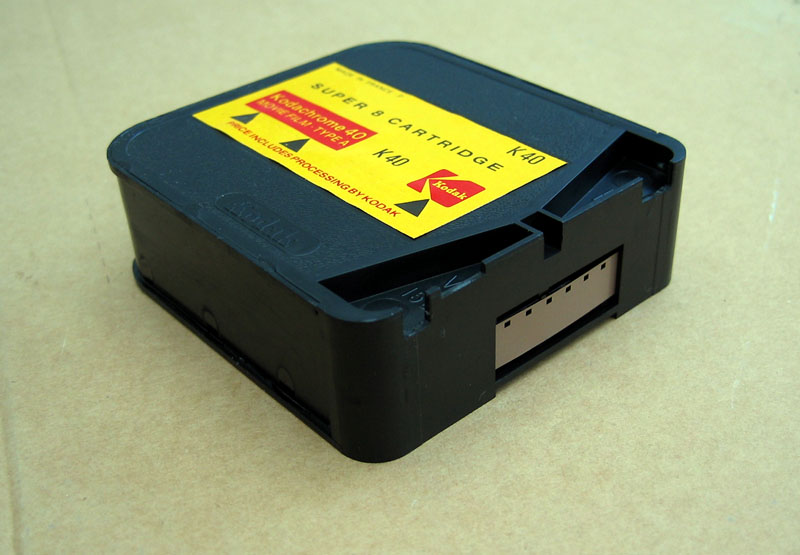
Cartucho de Super-8 Kodachrome 40

O filme Super-8 da Kodak é distribuído em cartuchos plásticos à prova de luz contendo dois batoques coaxiais, um para o filme virgem e outro para o filme exposto, carregados com 50 pés de filme. Estes 3.600 fotogramas permitem 2 minutos e 30 segundos de exposição ao padrão profissional de 24 quadros por segundo, ou 3 minutos e 20 segundos ao padrão alternativo (amador) de 18 quadros por segundo. Durante algum tempo, a Kodak também colocou no mercado um cartucho Super-8 de 200 pés, com 4 vezes mais filme, que podia ser carregado em câmaras especiais.
O cartucho de Super-8 pode ser carregado na câmara em poucos segundos, sem a necessidade de tocar no filme. Além disso, um código de entalhes na face interna dos cartuchos permite que a câmara identifique a sensibilidade do filme para ajuste automático.

### Reversível ou Negativo
Tipicamente, o Super-8 é um filme reversível, ou seja, filmado e revelado como imagem positiva num mesmo material (ao contrário do padrão negativo/positivo da maioria dos sistemas de fotografia e cinema). No entanto, a partir dos anos 1990, a Kodak tornou disponível um cartucho de Super-8 negativo, que depois de filmado é normalmente transferido para vídeo pelo processo de telecine, para uso profissional em comerciais de televisão, vídeo-clipes e outros projetos cinematográficos.
O filme a cores mais comum é balanceado para luz de tungstênio (3 400K), sendo que a grande maioria das câmaras possui uma chave para selecionar a exposição à luz do dia (5 500K), o que permite filmar internas e externas com o mesmo cartucho de filme.

### Som
O Super-8 original era um sistema de filmagem sem som, mas em 1973 foi lançada a versão sonora, com pista magnética. Os cartuchos sonoros são um pouco maiores, para acomodar uma distância entre a janela da câmara, onde o filme é exposto e forma-se a imagem, e uma segunda abertura, onde uma cabeça magnética da câmara entra em contato com a pista magnética do filme e grava o som. Câmaras Super-8 sonoras, com espaço interno maior e cabeças magnéticas de gravação, eram compatíveis com cartuchos silenciosos, mas câmaras silenciosas não podiam utilizar cartuchos sonoros.
Em 1997, a Kodak parou de fabricar filmes Super-8 sonoros, alegando motivos ecológicos: a substância utilizada para colar a pista magnética na película foi considerada prejudicial ao meio ambiente.

### Atualmente
Ainda hoje, a Kodak distribui várias opções de filme Super-8 reversível, tanto a cores quanto em preto e branco. No entanto, em 2005 foi anunciado que o popular Kodachrome deixará de ser fabricado, sendo substituído pelo Ektachrome ISO 64. Em preto e branco, as emulsões mais comuns são a Plus-X (ISO 100) (este filme deixou de ser fabricado em 2011) e a Tri-X (ISO 200). Recentemente, foram lançadas várias opções de filmes Super-8 negativos, correspondentes à série Vision da Kodak, especialmente os ISO 200 e ISO 500, que podem ser usados com muito pouca luz.

## O Sistema Single-8 da Fuji
No mesmo ano de 1965 em que a Kodak lançou o Super-8, a Fuji passou a distribuir um sistema alternativo chamado Single-8.
O filme Single-8 tem exatamente as mesmas dimensões do Super-8, em termos de tamanho e formato do fotograma, perfurações e espaço para a pista sonora. Mas a sua base é de poliéster, mais fina e mais resistente que a base de celulóide do Super-8. Além disso, os cartuchos de Single-8 possuem um design bem diferente, mais comprido e mais fino, posicionando o rolo de filme virgem e o espaço para o filme exposto lado a lado (e não no mesmo eixo, como é o caso do Super-8). Como consequência disso, os sistemas Super-8 e Single-8 são incompatíveis na filmagem (câmara de um sistema não roda cartucho do outro), mas compatíveis na montagem e na projeção.
Apesar de nunca ter sido tão popular quanto o Super-8, o Single-8 ainda subsiste. Em Janeiro de 2007, a Fuji continua produzindo filme Single-8, que ainda pode ser revelado em vários locais.

## Super-8 Duplo
Super-8 Duplo (normalmente abreviado para DS8) é um filme de 16 mm de largura, mas com perfurações de Super-8. A opção, distribuída nos anos 1970 e 1980, exigia uma câmara especial, que permitia que o filme rodasse duas vezes, expondo um lado de cada vez. Depois, no laboratório, o filme seria revelado e cortado ao meio, formando uma única tira de Super-8 para projeção. Graças às perfurações dos dois lados, o Super-8 Duplo tinha uma imagem mais estável que a do Super-8.

## Equipamentos
Não existem mais câmaras Super-8 em produção; as últimas fabricadas foram as da marca russa Quarz (conhecidas como Kinoflex nos Estados Unidos), que ainda eram distribuídas no início dos anos 1990. No entanto, existe um grande mercado paralelo de velhas câmaras Super-8 (marcas Canon, Minolta, Bauer, etc.) vendidas a preços cada vez mais baixos.
Alguns especialistas em Super-8, como a Pro8mm (de Burbank, Califórnia), a Wittner-kinotechnik (de Hamburgo, Alemanha) e a Kahlfilm (de Brühl, Alemanha), cortam e perfuram filmes virgens da Kodak, Fuji e Orwo, que depois são reembalados em cartuchos Super-8 da Kodak. Ironicamente, hoje há mais variedade de filmes Super-8 do que jamais houve, mas muito poucas lojas no mundo inteiro vendem esse material, já que a demanda de consumo é virtualmente inexistente. A Inglaterra é um dos poucos países em que ainda se pode encontrar filme Super-8 virgem com alguma facilidade.
Recentemente, surgiu o boato de que a Coreia do Norte estaria fabricando câmaras e filmes Super-8. Embaixadas da Coreia do Norte confirmaram o boato mas, como não há previsão de exportação, a única forma de obter estes produtos seria viajando até Pyongyang.

## Popularidade
Quando surgiu, o Super-8 foi proposto para uso amador - registro de eventos sociais, viagens e cenas domésticas. Seu baixo custo em relação às bitolas profissionais de cinema (35 mm e 16 mm) e a sua qualidade em relação ao 8 mm tradicional fizeram com que se tornasse, nos anos 1970 e 1980, o formato preferencial para filmes de estudantes, filmes experimentais e mesmo para tentativas semiprofissionais de cineastas iniciantes.
No entanto, nos anos 1990, com a popularização do vídeo, o uso amador e doméstico do Super-8 foi praticamente extinto. E é claro que seu uso "alternativo" não foi suficiente para manter todo um segmento da indústria de equipamentos eletrônicos em atividade.
Mesmo assim, o Super-8 ainda hoje é usado por profissionais em videoclipes, comerciais de TV e sequências especiais de projetos de cinema e televisão. Para o cineasta profissional, o Super-8 é mais uma ferramenta a ser usada em conjunto como outros formatos cinematográficos. Alguns procuram simular a imagem de antigos filmes domésticos, ou criar imagens estilizadas pela granulação.
Muitos cineastas independentes, às vezes ligados às artes visuais, como Derek Jarman, Guy Maddin, Nathan Shiff, etc, têm feito largo uso de filme Super-8. Cineastas profissionais como Wim Wenders e Oliver Stone utilizaram Super-8 para dar um caráter especial a determinadas sequências de seus filmes. Nos anos 1990, Mark Pirro tornou-se uma espécie de herói dos superoitistas do mundo inteiro ao conseguir que seu filme "A Polish Vampire in Burbank" fosse exibido três vezes no USA Channel. Em 2005, o curta-metragem "The Man who Met Himself", do realizador inglês Ben Crowe, tornou-se o primeiro filme totalmente rodado em Super-8 a participar da competição oficial do Festival de Cannes.
Nos anos 1970, muitos festivais de cinema no mundo inteiro abriram se(c)ções específicas para filmes feitos em Super-8, sendo que algumas destas mostras permanecem até hoje. No Brasil, o Festival de Gramado mantém a sua mostra competitiva de Super-8, de onde surgiram pelo menos duas gerações de cineastas brasileiros.